# Cyperus volckmannii
Cyperus volckmannii là loài thực vật có hoa trong họ Cói. Loài này được Phil. mô tả khoa học đầu tiên năm 1865.